# Paris vietnamensis
Paris vietnamensis là một loài thực vật có hoa trong họ Melanthiaceae. Loài này được (Takht.) H.Li miêu tả khoa học đầu tiên năm 1984.